# Rue de la Magdeleine
Pour les articles homonymes, voir Rue de la Madeleine.
 (août 2024).
Si vous disposez d'ouvrages ou d'articles de référence ou si vous connaissez des sites web de qualité traitant du thème abordé ici, merci de compléter l'article en donnant les références utiles à sa vérifiabilité et en les liant à la section « Notes et références ».
La rue de la Magdeleine est une voie de la commune de Reims, située au sein du département de la Marne, en région Grand Est. 

## Situation et accès
C'est une rue à double sens qui relie la rue de Vesle au boulevard Leclerc.

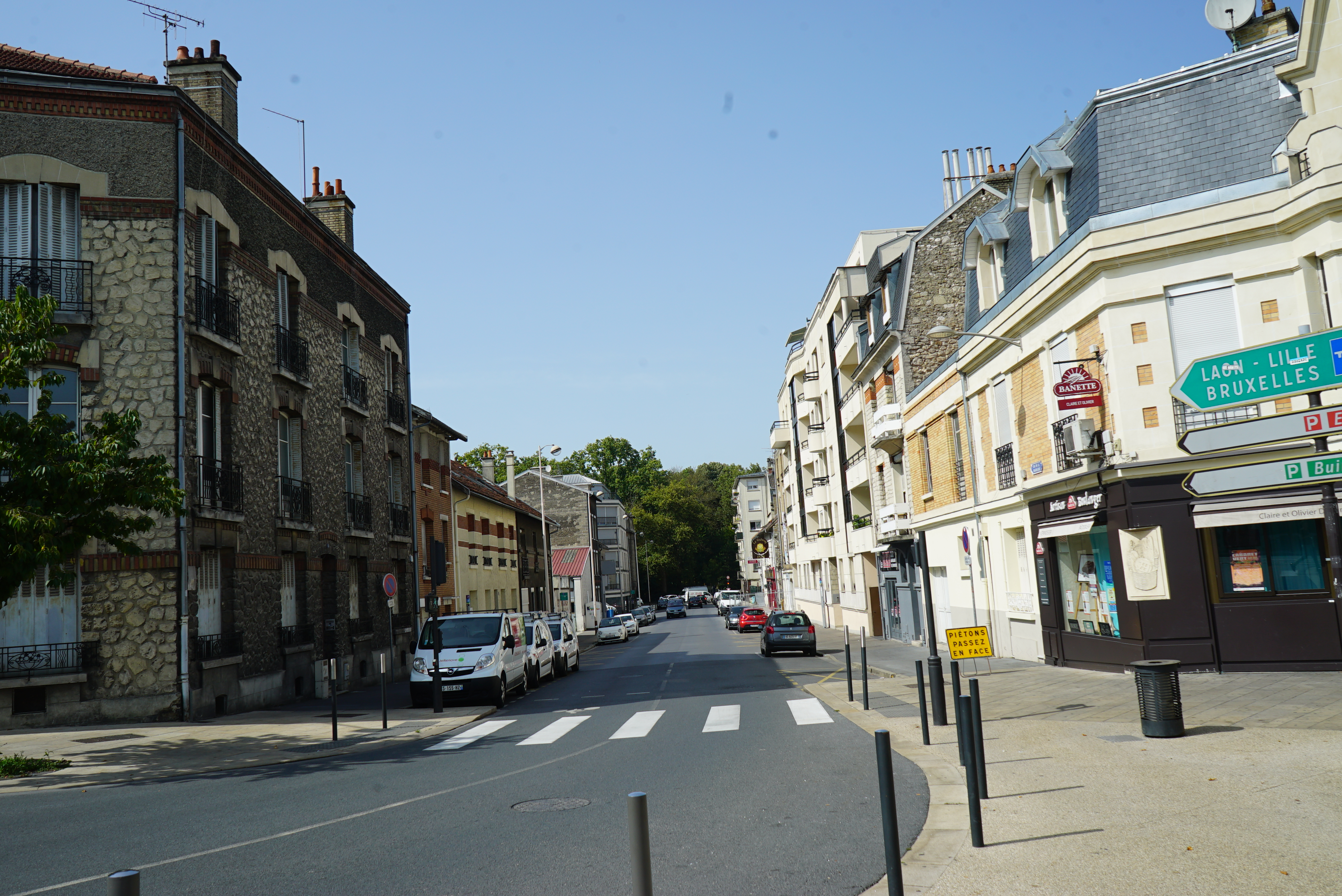
Depuis la place de Stalingrand vers le parc.

## Origine du nom

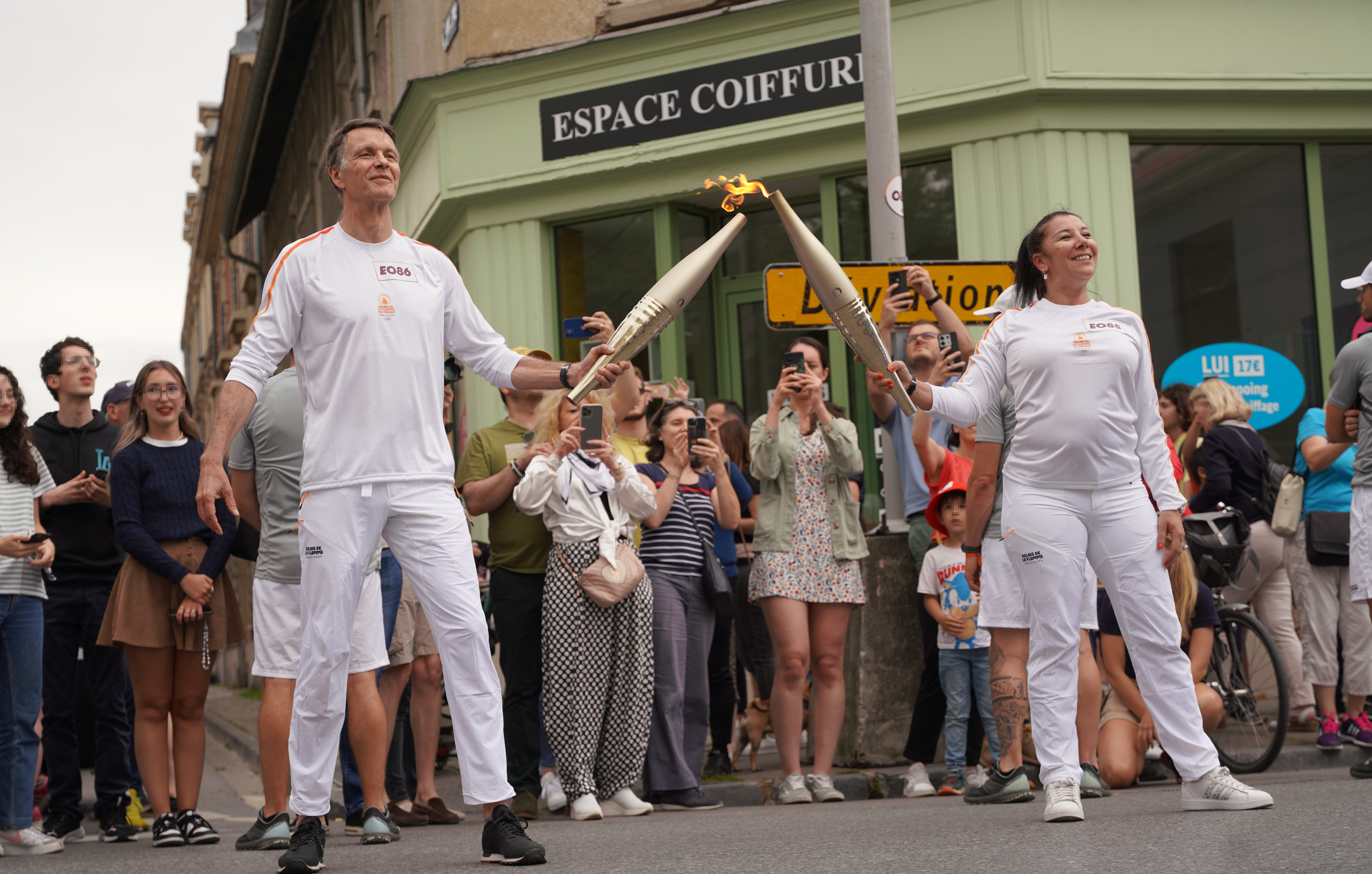
Passage de la flamme olympique avec la rue Bacquenois en arrière plan.

La rue porte le nom de l'église éponyme qui se trouvait là depuis 1382.

## Historique
Elle a porté le nom « rue de Soissons » entre 1892 et 1947. En décembre 2022, lors de fouilles préventives, ont été trouvées, entre autres, des statuettes de déesse, de taureau et de Mars dans une luxueuse villa gallo-romaine.

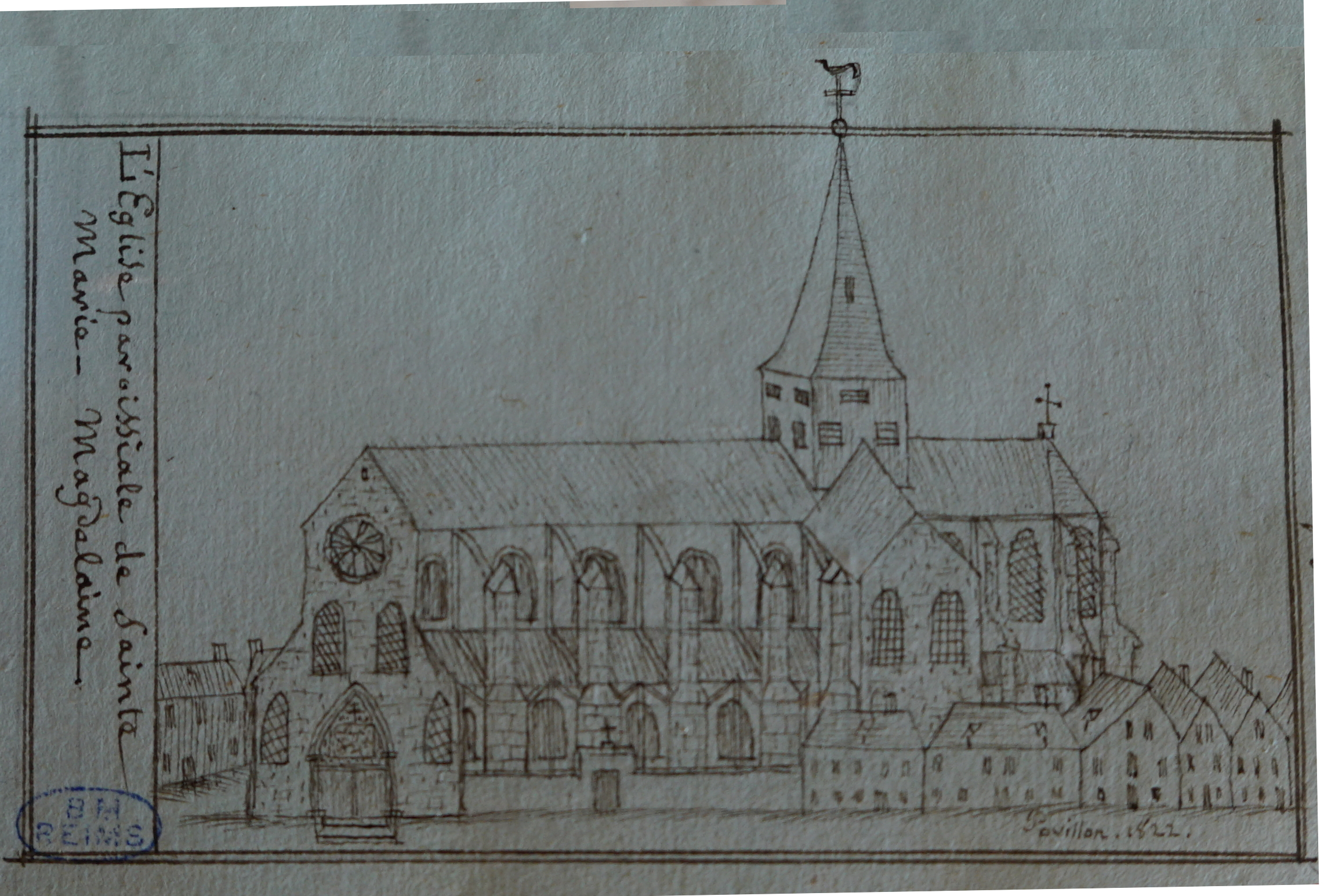
Vue de l'église de la Madeleine dessin d'Étienne Povillon-Piérard.

## Bâtiments remarquables et lieux de mémoire
- Le Palais oriental était un lupanar construit après la Grande guerre à l'angle de la rue Bacquenois.